# Pamela Gordon
Pamela F. Gordon, née en septembre 1955, est une femme politique bermudienne. Elle est Première ministre des Bermudes de 1997 à 1998.

## Biographie
Pamela Gordon est la fille posthume d'Edgar F. Gordon, un syndicaliste et activiste très connu aux Bermudes, fondateur du Parti travailliste progressiste. Enceinte, elle doit quitter l'école à l'âge de 16 ans. Après la naissance de sa fille Veronica, elle s'inscrit dans un autre établissement. Elle part ensuite au Canada pour poursuivre ses études, notamment à l'Université Queen's. De retour aux Bermudes, elle gère un restaurant.
En 1990, elle est désignée par le Parti bermudien uni pour le représenter au Sénat des Bermudes. Elle devient ministre de la Jeunesse et du Sport dans le gouvernement de John Swan entre 1992 et 1995. En 1993, elle est élue à l'Assemblée des Bermudes.
Après la démission de son prédécesseur à la suite de la division de l'UBP entre plusieurs factions, elle devient chef du parti et Première ministre des Bermudes. Elle est la première femme à occuper ce poste. Durant les dix-huit mois de son mandat, elle ne parvient pas à réunifier le parti et perd les élections législatives de 1998. Elle est alors remplacée par Jennifer M. Smith.
Après son mandat, Pamela Gordon se consacre à la lutte pour l'égalité entre les hommes et les femmes.